# 2006年全國體育大會地擲球比賽
全國第三屆體育大會地擲球項目由5月21日至5月27日舉行，設大金屬男子連續拋擊、大金屬女子連續拋擊、大金屬男子雙人接力連續拋擊、大金屬女子雙人連續拋擊、大金屬男子準確抛擊、大金屬女子準確拋擊、小金屬男子雙人、小金屬女子雙人、小金屬男子團體、小金屬女子團體，共10個小項。

## 獎牌分佈情況

### 男子

#### 大金屬男子連續拋擊
| 獎牌 | 運動員         | 成績 |
| 金牌 | 李春峰（浙江） | 36   |
| 銀牌 | 索文濤（陝西） | 35   |
| 銅牌 | 鍾貴常（北京） | 28   |

#### 大金屬男子雙人接力連續拋擊
| 獎牌 | 隊伍 | 成績 |
| 金牌 | 浙江 | 46   |
| 銀牌 | 陝西 | 42   |
| 銅牌 | 北京 | 38   |

#### 大金屬男子準確拋擊
| 獎牌 | 運動員         | 成績 |
| 金牌 | 李煒（廣東）   | 17   |
| 銀牌 | 張維明（浙江） | 11   |
| 銅牌 | 任曉波（山西） | 10   |

#### 小金屬男子雙人
5月27日舉行的決賽，浙江以1: 11大勝陝西，河南以5: 11擊敗兵器，取得銅牌。
| 獎牌 | 隊伍 |
| 金牌 | 浙江 |
| 銀牌 | 陝西 |
| 銅牌 | 河南 |

#### 小金屬男子團體
河南隊以10:13贏出，四川以12:13擊敗陝西。
| 獎牌 | 隊伍 |
| 金牌 | 河南 |
| 銀牌 | 兵器 |
| 銅牌 | 四川 |

### 女子

#### 大金屬女子連續拋擊
| 獎牌 | 運動員         | 成績 |
| 金牌 | 岑偉飛（石化） | 40   |
| 銀牌 | 王美（浙江）   | 33   |
| 銅牌 | 張微（陝西）   | 32   |

#### 大金屬女子雙人連續拋擊
5月23日的大金屬女子雙人連續拋擊決賽中，由於北京隊出手次數為56次、擊中40次，比第4名的石化多擊中5次，而比銀牌的浙江隊出手次數少兩次，故此浙江得銀牌，北京取銅牌。
| 獎牌 | 隊伍 | 成績 |
| 金牌 | 陝西 | 40   |
| 銀牌 | 浙江 | 33   |
| 銅牌 | 北京 | 40   |

#### 大金屬女子準確拋擊
5月23日的決賽之中，楊迎在加賽中得到1分，贏得金牌，而高娜在加賽中未有得分，只獲銀牌。
| 獎牌 | 運動員       | 成績 |
| 金牌 | 楊迎（陝西） | 7    |
| 銀牌 | 高娜（石化） | 7    |
| 銅牌 | 劉芳（廣東） | 4    |

#### 小金屬女子雙人
上海隊在決賽中以3:11勝出，贏得金牌，陝西以5分之差取得銅牌。
| 獎牌 | 隊伍 |
| 金牌 | 上海 |
| 銀牌 | 北京 |
| 銅牌 | 陝西 |

#### 小金屬女子團體
陝西隊以6:13奪金，雲南以9:13取得銅牌。
| 獎牌 | 隊伍 |
| 金牌 | 陝西 |
| 銀牌 | 石化 |
| 銅牌 | 雲南 |